# Distrito de Bernburg
El Distrito de Bernburg (en alemán: Landkreis Bernburg) fue un Landkreis (distrito) ubicado en el sur del estado federal de Sajonia-Anhalt (Alemania). La capital del distrito es Bernburg.

## Geografía
El distrito es conocido por su ciudad capital (Kreisstadt) denominada Bernburg, ubicada al sur de la región del Magdeburger Börde en el Saale; a medio camino entre el Halle (Saale) y Magdeburgo. Limita al norte con el distrito de Schönebeck, al este con el distrito de Köthen, al sur con el Saalkreis y al este con el distrito de Mansfelder Land y Aschersleben-Staßfurt.

## Historia
El territorio del distrito se distribuye por el que fue antaño el principado (Fürstentum) Anhalt-Bernburg, en el año 1803 se disolvió para reconstruirse en el año 1863 como parte de Anhalt.

## Composición del distrito
(Habitantes a 30 de junio de 2005)
| Municipios/Ciudades - 1. Könnern, ciudad (8.295) |

Adminsitraciónes independientes
| Posición de la Administración *                                                             | | |
| - 1. Verwaltungsgemeinschaft Bernburg 1. Bernburg (Saale), ciudad * (32.021) 2. Gröna (598) | - 2. Verwaltungsgemeinschaft Nienburg (Saale) 1. Baalberge (1.431) 2. Biendorf (868) 3. Cörmigk (556) 4. Edlau (503) 5. Gerbitz (672) 6. Gerlebogk (344) 7. Latdorf (776) 8. Neugattersleben (922) 9. Nienburg (Saale), ciudad * (4.449) 10. Peißen (1.257) 11. Pobzig (409) 12. Poley (667) 13. Preußlitz (781) 14. Wedlitz (427) 15. Wiendorf (338) 16. Wohlsdorf (527) | - 3. Verwaltungsgemeinschaft Saale-Wipper 1. Alsleben (Saale), ciudad (2.738) 2. Güsten, ciudad * (4.161) 3. Ilberstedt (1.223) 4. Plötzkau (1.431) 5. Schackstedt (465) |